# 1562
Відродження •  Реформація •  Доба великих географічних відкриттів •  Ганза

## Геополітична ситуація
Імператором Священної Римської імперії є Фердинанд I Габсбург (до 1564). У Франції королює Карл IX Валуа (до 1574).
Італія за винятком Папської області та Венеційської республіки належить Священній Римській імперії.
Королем Іспанії та правителем Нижніх земель є Філіп II Розсудливий (до 1598). В Португалії королює Себастьян I Бажаний (до 1578). Королевою Англії є Єлизавета I (до 1603). Королем Данії та Норвегії — Фредерік II (до 1588). Королем Швеції — Ерік XIV (до 1569). Королем Угорщини та Богемії є римський король Максиміліан II Габсбург (до 1572). Королем Польщі та Великим князем литовським є Сигізмунд II Август (до 1572). Московське князівство очолює Іван IV (до 1575).
Галичина входить до складу Польщі. Волинь та Придніпров'я належить Великому князівству Литовському.
На заході євразійських степів існують Кримське ханство, Ногайська орда. Єгиптом володіють турки. Шахом Ірану є сефевід Тахмасп I.
У Китаї править династія Мін. Значними державами Індостану є Імперія Великих Моголів, Біджапурський султанат, Віджаянагара. В Японії триває період Муроматі.
Триває підкорення Америки європейцями. На завойованих землях ацтеків існує віцекоролівство Нова Іспанія, на колишніх землях інків — Нова Кастилія.

## Події

### В Україні
- Похід козацької ескадри отаманів Миколая і Кобеліна на Очаків[1].
- Татарський набіг, спустошені Брацлав та Болехів.

### У світі
- Лівонська війна:

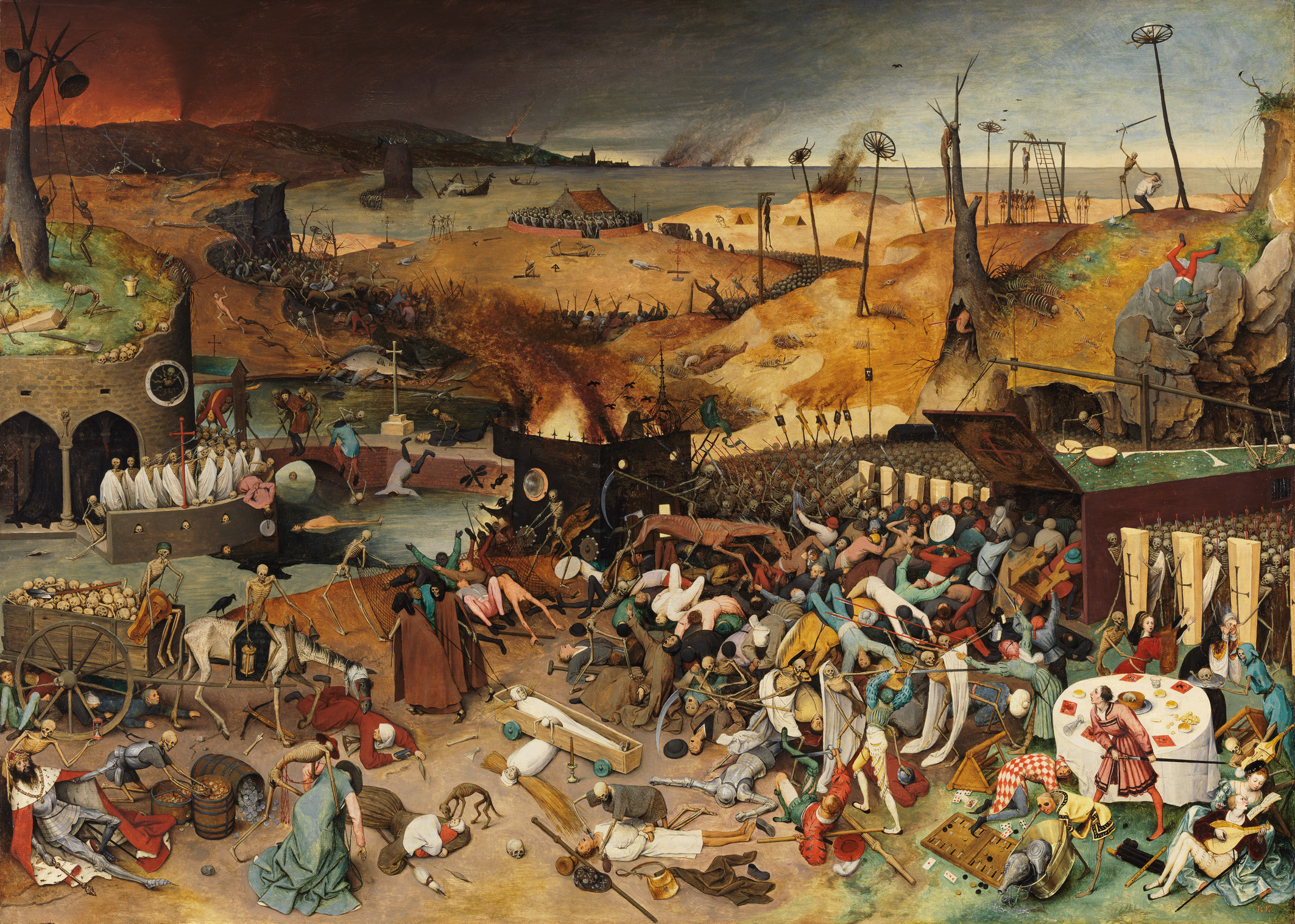
«Тріумф смерті». Пітер Брейгель старший. Картина 1562 року.

  - Москва і Данія уклали в Можайську угоду, домовившись поважати інтереси один одного в Лівонії.
  - Відновилася війна між Москвою та Литвою. Московити напали на Вітебськ.
- Релігійна війна у Франції:
  - 17 січня регентка Франції Катерина Медічі видала Сен-Жерменський едикт, що легалізував гугенотів у країні, але це не зупинило наближення війни.
  - 1 березня, у Вассі (область Шампань), за наказом вождя католицької партії у Франції герцога Франсуа де Гіза його свита напала на гугенотів, які відправляли богослужіння. Кілька десятків людей було вбито і більше ніж 200 поранено. «Кривава купіль» стала початком протестантсько-католицьких воєн у Франції, які тривали до 1594 року.
  - 4 жовтня в Гаврі висадився англійський загін, що прийшов на підмогу гугенотам.
  - Рояліст Антуан де Бурбон захопив Руан, але отримав смертельну рану.
  - 19 грудня католики здобули важку перемогу над протестантами в битві під Дре. Очільники обох таборів потрапили в полон.
- Імператор Фердинанд I Габсбург передав королівства Богемію та Угорщину своєму синові Максиміліану II. Його ж обрано римським королем.
- Фаусто Соцціні опублікував Brevis explicatio in primum Johannis caput, започаткувавши соціанство.
- Джакомо да Віньола опублікував класичний трактат з архітектури Regola delli cinque ordini d'architettura.
- Правитель моголів Акбар I Великий стратив Адхам-хана.
- У Японії Токуґава Ієясу та Ода Нобунаґа уклали між собою союз.
- Єпископ Юкатану Дієго де Ланда спалив книги мая.

## Народились
Докладніше: Народилися 1562 року

## Померли
Докладніше: Померли 1562 року
28 листопада — у Персії шехзаде Баязида страчено за наказом його батька, Сулеймана I Кануні.